# Jean François Carteaux
Jean François Carteaux (Gouhenans, 31 gennaio 1751 – Parigi, 12 aprile 1813) è stato un generale e pittore francese.

## Biografia

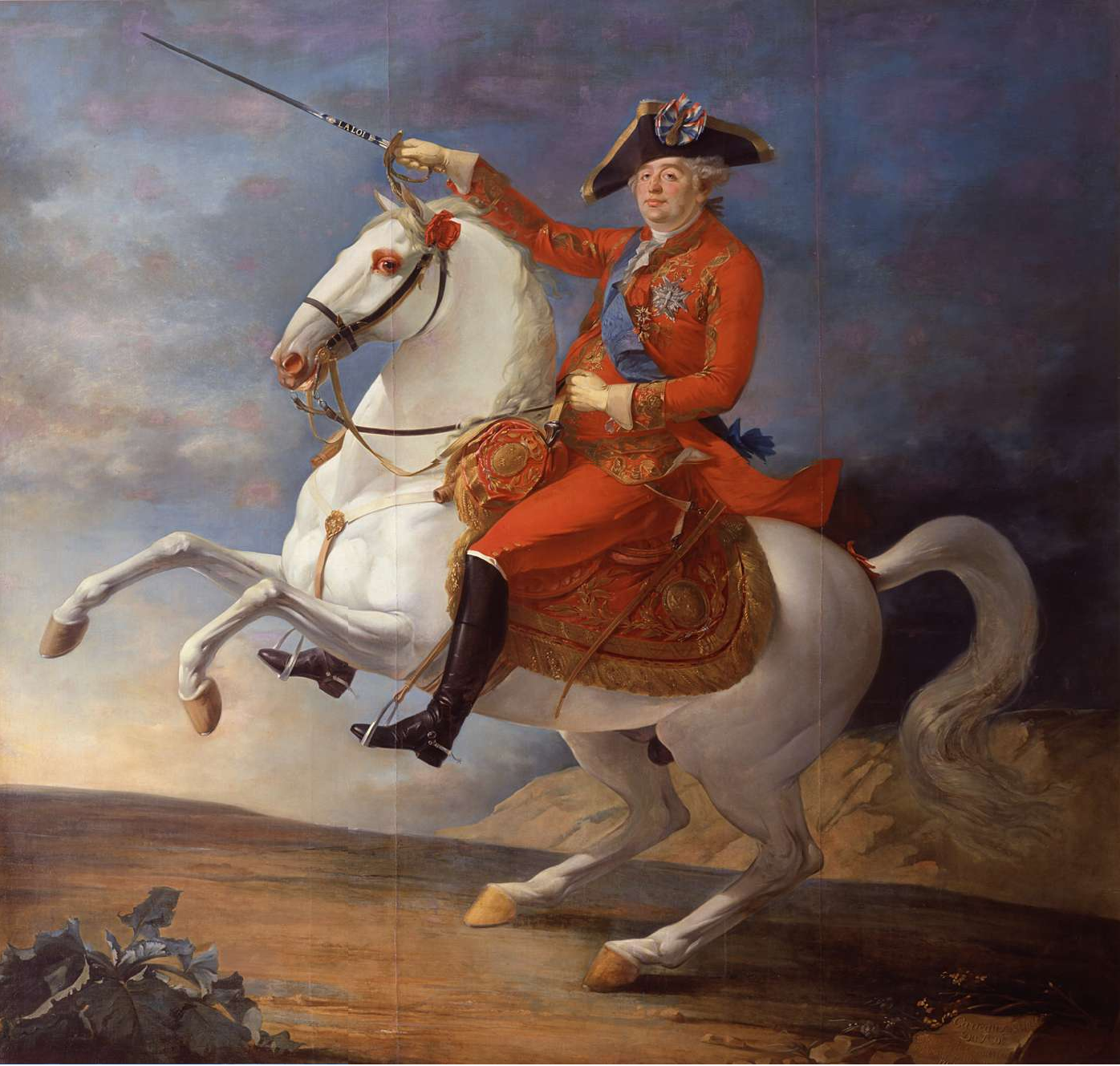
Luigi XVI come re-cittadino, dipinto da Carteaux

Nato nel 1751, Carteaux era figlio di un militare del corpo dei dragoni, il quale lo affidò dapprima alla sua serva e poi dal 1759 gli consentì di seguirlo nella sua residenza all'Hôtel des Invalides. Qui ebbe modo di conoscere il pittore Gabriel-François Doyen che stava proprio in quegli anni lavorando alla cappella dell'ospedale, il quale notò la bravura del bambino nel disegno e lo prese sotto la propria ala.
Pur facendo rapidi progressi nell'ambiente della pittura, vessato dai creditori, venne costretto ad abbandonare la Francia vivendo sotto falso nome a Dresda, San Pietroburgo, Varsavia e Berlino. Con lo scoppio della Rivoluzione Francese tornò in Francia e riprese stabilmente la sua attività come pittore, realizzando alcune opere di pregio come un ritratto del marchese di Lafayette (1790) e l'ultimo ritratto di Luigi XVI di Francia a cavallo come "re-cittadino" (1791). Il 15 luglio 1792 fu insignito della croce dell'Ordine di San Luigi.
Fu proprio il marchese di Lafayette a volerlo nell'esercito francese come suo aiutante personale nella Guardia Nazionale, ottenendo ben presto il rango di tenente colonnello dopo essersi distinto nella rivolta del 10 agosto 1792 ed ottenendo successivamente il grado di generale ed il comando dell'Armata delle Alpi pur non avendo avuto alcuna istruzione sull'arte militare. Poco dopo il suo arrivo sul campo, Carteaux ottenne l'incarico di sconfiggere una forza di ribelli realisti provenzali che sconfisse il 16 luglio 1793 a Pont-Saint-Esprit.
All'inizio di agosto del 1793, Carteaux venne inviato a Marsiglia dove ottenne il compito di riconquistare coi suoi uomini il porto vitale di Tolone. I cittadini di Tolone non erano scoppiati in aperta rivolta, ma avevano concesso a inglesi e spagnoli il libero accesso al loro porto. Il 25 agosto Carteaux iniziò ad assediare Tolone. Carteaux, a completo digiuno di esperienze militari, concentrò i suoi sforzi nella conquista dell'irrilevante villaggio di Ollioules. Durante questi sconti il comandante dell'artiglieria di Carteaux, Elzéar Auguste Cousin de Dommartin, venne pesantemente ferito e la sua armata rimase senza un valido comandante. Malgrado ciò Carteaux si concentrò sulla costruzione di una batteria nei pressi di Ollioules che pensava potesse essere in grado di raggiungere agevolmente le navi anglo-napoletane. Una volta completata, la batteria si dimostrò completamente inefficace dal momento che il porto e le navi presenti in esso si trovavano fuori raggio dei cannoni. L'8 settembre un distaccamento di 6000 uomini dell'Armata d'Italia al comando di Jean François Cornu de La Poype giunse ad est di Tolone ed iniziò le operazioni per un proprio assedio, indipendentemente da quanto compiuto da Carteaux.
Vedendo la mancanza di esperienza e di progressi da parte di Carteaux, gli ufficiali del Comitato di Salute Pubblica, Augustin de Robespierre e Antoine Christophe Saliceti, designarono il giovane capitano d'artiglieria Napoleone Bonaparte quale nuovo comandante dell'artiglieria di Carteaux. Il dinamico Bonaparte seppe in breve tempo progettare un piano per la cattura dei forti di l'Eguillette e Balaguier. Bonaparte presumeva correttamente ritenendo che la cattura di questi punti avrebbe permesso di colpire accuratamente la flotta nemica ancorata nel porto di Tolone e costringerla quindi alla fuga. Carteaux non era convinto della teoria del Bonaparte ed ordinò un attacco al comando di Henri François Delaborde. Questo attacco non solo fallì, ma attirò l'attenzione degli anglo-napoletani sul luogo ove si trovavano i francesi, il che li portò a rafforzarsi per resistere al nemico.
Di fronte a questo fallimento, Carteaux dovette concedere piena fiducia a Bonaparte che iniziò la costruzione di diverse batterie per bombardare le fortezze nemiche. Bonaparte ottenne così de facto il controllo virtuale delle operazioni, malgrado Carteaux protestasse che l'esercito si trovasse sotto il suo diretto comando. Alla fine di ottobre, Napoleone inviò una lettera alla Convenzione Nazionale lamentandosi della qualità dei suoi superiori, definendoli un "mazzo di pazzi". Pertanto, Carteaux venne licenziato dal suo comando l'11 novembre 1793 ed imprigionato per qualche tempo. Venne rimpiazzato in rapida successione da La Poype e da François Amédée Doppet ed infine da Jacques François Dugommier.
Carteaux sopravvisse al regno del Terrore e venne poi inviato a combattere la guerra di Vandea. Quando Bonaparte venne eletto primo console di Francia, questi nominò Carteaux al ruolo di amministratore della Lotteria di Francia. Si ritirò dal servizio militare attivo nel 1805 e morì a Parigi nel 1813.